# Happy Hairston
Harold "Happy" Hairston (Winston-Salem, Carolina del Norte, 31 de mayo de 1942-Los Ángeles, California, 1 de mayo de 2001) fue un jugador profesional de baloncesto estadounidense que disputó 11 temporadas en la NBA. Fue miembro, en la temporada 1971-1972, del equipo que ganó el título de la NBA con un récord de 33 triunfos seguidos, un récord no alcanzado por algún otro equipo en ningún deporte profesional en Estados Unidos.

## Trayectoria deportiva

### Universidad
Hairston jugó tres temporadas con Barry Kramer en los Violets de la Universidad de Nueva York desde 1961 hasta 1964, donde a pesar de perderse la primera mitad de su temporada júnior por motivos académicos, acabó su carrera como segundo máximo anotador histórico de su universidad, con 1.346 puntos, y cuarto máximo reboteador (793). Promedió en total 21,4 puntos y 12,5 rebotes por partido.

### Profesional
Fue elegido en la trigésimo tercera posición del Draft de la NBA de 1964 por Cincinnati Royals, con los que jugó tres temporadas y media, para pasar posteriormente por Detroit Pistons antes de llegar a los Lakers en 1969. A lo largo de 11 temporadas en la NBA, Hairston promedió 14.8 puntos y 10.3 rebotes. Lideró a los Lakers en las categorías de rebotes y porcentajes de tiros de campo en las temporadas 1973-74 y 1974-75, marcando un récord en la NBA para la mayor cantidad de rebotes defensivos en un cuarto: 13 (vs. Philadelphia 76ers, 15 de noviembre de 1974).
Tras su retirada en 1975, estabelció la fundación Happy Hairston Youth Foundation en Century City. Con la ayuda financiera de celebridades como Kelsey Grammer, la fundación pudo ayudar a niños de hogares rotos pagando por su educación colegial. También presidió un torneo de golf a beneficencia.
Hairston falleció a los 58 años en Los Ángeles de cáncer de próstata. Su cuerpo fue cremado y sus cenizas esparcidas en el Océano Pacífico en Marina del Rey, California.

## Estadísticas de su carrera en la NBA

### Temporada regular
| Temporada | Edad | Equipo             | Liga | Pos. | P   | TIT | MIN  | TC  | TCA  | %TC  | 3P | 3PA | %3P | 2P  | 2PA  | %2P  | TL  | TLA | %TL  | R.OF. | R.DEF. | REB  | ASIS | ROB | TAP | PER | FP  | PTS  |
| 1964-65   | 22   | Cincinnati Royals  | NBA  | PF   | 61  |     | 12.1 | 2.1 | 5.8  | .373 |    |     |     | 2.1 | 5.8  | .373 | 1.8 | 2.7 | .667 |       |        | 4.8  | 0.4  |     |     |     | 1.6 | 6.1  |
| 1965-66   | 23   | Cincinnati Royals  | NBA  | PF   | 72  |     | 24.9 | 5.5 | 11.3 | .489 |    |     |     | 5.5 | 11.3 | .489 | 3.1 | 4.5 | .685 |       |        | 7.6  | 0.6  |     |     |     | 3.0 | 14.1 |
| 1966-67   | 24   | Cincinnati Royals  | NBA  | SF   | 79  |     | 30.9 | 5.8 | 12.2 | .479 |    |     |     | 5.8 | 12.2 | .479 | 3.2 | 4.8 | .660 |       |        | 8.0  | 0.8  |     |     |     | 3.5 | 14.9 |
| 1967-68   | 25   | TOTAL              | NBA  | PF   | 74  |     | 34.0 | 6.5 | 13.3 | .487 |    |     |     | 6.5 | 13.3 | .487 | 4.9 | 7.1 | .699 |       |        | 8.3  | 1.3  |     |     |     | 2.7 | 17.9 |
| 1967-68   | 25   | Cincinnati Royals  | NBA  | PF   | 48  |     | 33.9 | 6.6 | 13.1 | .503 |    |     |     | 6.6 | 13.1 | .503 | 4.2 | 6.2 | .686 |       |        | 7.4  | 1.2  |     |     |     | 2.6 | 17.4 |
| 1967-68   | 25   | Detroit Pistons    | NBA  | PF   | 26  |     | 34.3 | 6.3 | 13.7 | .459 |    |     |     | 6.3 | 13.7 | .459 | 6.2 | 8.7 | .717 |       |        | 10.1 | 1.4  |     |     |     | 2.8 | 18.8 |
| 1968-69   | 26   | Detroit Pistons    | NBA  | PF   | 81  |     | 35.7 | 6.5 | 14.0 | .469 |    |     |     | 6.5 | 14.0 | .469 | 5.0 | 6.8 | .731 |       |        | 11.8 | 1.3  |     |     |     | 3.1 | 18.1 |
| 1969-70   | 27   | TOTAL              | NBA  | PF   | 70  |     | 34.7 | 6.9 | 13.9 | .496 |    |     |     | 6.9 | 13.9 | .496 | 4.7 | 5.9 | .789 |       |        | 11.1 | 1.7  |     |     |     | 3.3 | 18.5 |
| 1969-70   | 27   | Detroit Pistons    | NBA  | PF   | 15  |     | 18.8 | 3.8 | 6.9  | .553 |    |     |     | 3.8 | 6.9  | .553 | 3.0 | 4.2 | .714 |       |        | 5.9  | 0.7  |     |     |     | 2.4 | 10.6 |
| 1969-70   | 27   | Los Angeles Lakers | NBA  | PF   | 55  |     | 39.0 | 7.7 | 15.8 | .490 |    |     |     | 7.7 | 15.8 | .490 | 5.1 | 6.4 | .803 |       |        | 12.5 | 2.0  |     |     |     | 3.5 | 20.6 |
| 1970-71   | 28   | Los Angeles Lakers | NBA  | PF   | 80  |     | 36.5 | 7.2 | 15.4 | .466 |    |     |     | 7.2 | 15.4 | .466 | 4.2 | 5.4 | .782 |       |        | 10.0 | 2.1  |     |     |     | 3.2 | 18.6 |
| 1971-72   | 29   | Los Angeles Lakers | NBA  | PF   | 80  |     | 34.4 | 4.6 | 10.0 | .461 |    |     |     | 4.6 | 10.0 | .461 | 3.9 | 5.0 | .779 |       |        | 13.1 | 2.4  |     |     |     | 3.1 | 13.1 |
| 1972-73   | 30   | Los Angeles Lakers | NBA  | PF   | 28  |     | 33.5 | 5.6 | 11.7 | .482 |    |     |     | 5.6 | 11.7 | .482 | 5.0 | 6.4 | .787 |       |        | 13.2 | 2.4  |     |     |     | 2.8 | 16.3 |
| 1973-74   | 31   | Los Angeles Lakers | NBA  | PF   | 77  |     | 34.2 | 5.0 | 9.9  | .507 |    |     |     | 5.0 | 9.9  | .507 | 4.5 | 5.8 | .771 | 4.4   | 9.2    | 13.5 | 2.7  | 0.8 | 0.2 |     | 3.4 | 14.5 |
| 1974-75   | 32   | Los Angeles Lakers | NBA  | PF   | 74  |     | 30.9 | 3.7 | 7.2  | .506 |    |     |     | 3.7 | 7.2  | .506 | 2.9 | 3.7 | .801 | 4.1   | 8.7    | 12.8 | 2.3  | 0.7 | 0.1 |     | 2.9 | 10.3 |
| Total     |      |                    | NBA  |      | 776 |     | 31.4 | 5.5 | 11.4 | .478 |    |     |     | 5.5 | 11.4 | .478 | 3.9 | 5.3 | .741 | 4.2   | 8.9    | 10.3 | 1.6  | 0.8 | 0.2 |     | 3.0 | 14.8 |

### Playoffs
| Temporada | Edad | Equipo             | Liga | Pos. | P  | TIT | MIN  | TC  | TCA  | %TC  | 3P | 3PA | %3P | 2P  | 2PA  | %2P  | TL  | TLA | %TL  | R.OF. | R.DEF. | REB  | ASIS | ROB | TAP | PER | FP  | PTS  |
| 1964-65   | 22   | Cincinnati Royals  | NBA  | PF   | 3  |     | 13.0 | 1.7 | 6.0  | .278 |    |     |     | 1.7 | 6.0  | .278 | 0.7 | 1.0 | .667 |       |        | 6.7  | 1.0  |     |     |     | 0.7 | 4.0  |
| 1965-66   | 23   | Cincinnati Royals  | NBA  | PF   | 5  |     | 30.0 | 5.0 | 12.4 | .403 |    |     |     | 5.0 | 12.4 | .403 | 5.4 | 7.6 | .711 |       |        | 7.4  | 0.0  |     |     |     | 4.0 | 15.4 |
| 1966-67   | 24   | Cincinnati Royals  | NBA  | SF   | 4  |     | 35.0 | 7.0 | 13.5 | .519 |    |     |     | 7.0 | 13.5 | .519 | 2.0 | 3.8 | .533 |       |        | 6.8  | 1.5  |     |     |     | 3.8 | 16.0 |
| 1967-68   | 25   | Detroit Pistons    | NBA  | PF   | 6  |     | 24.8 | 4.8 | 11.8 | .408 |    |     |     | 4.8 | 11.8 | .408 | 2.0 | 3.3 | .600 |       |        | 6.2  | 1.2  |     |     |     | 3.7 | 11.7 |
| 1969-70   | 27   | Los Angeles Lakers | NBA  | PF   | 16 |     | 18.5 | 2.9 | 6.8  | .435 |    |     |     | 2.9 | 6.8  | .435 | 1.5 | 2.2 | .686 |       |        | 4.8  | 1.3  |     |     |     | 1.9 | 7.4  |
| 1970-71   | 28   | Los Angeles Lakers | NBA  | PF   | 12 |     | 39.3 | 6.9 | 13.7 | .506 |    |     |     | 6.9 | 13.7 | .506 | 3.2 | 4.2 | .760 |       |        | 9.1  | 2.8  |     |     |     | 3.4 | 17.0 |
| 1971-72   | 29   | Los Angeles Lakers | NBA  | PF   | 15 |     | 38.5 | 4.9 | 11.2 | .440 |    |     |     | 4.9 | 11.2 | .440 | 3.6 | 4.5 | .794 |       |        | 13.1 | 2.1  |     |     |     | 2.9 | 13.5 |
| 1972-73   | 30   | Los Angeles Lakers | NBA  | PF   | 3  |     | 8.7  | 0.3 | 3.0  | .111 |    |     |     | 0.3 | 3.0  | .111 | 2.0 | 2.7 | .750 |       |        | 1.3  | 0.3  |     |     |     | 0.7 | 2.7  |
| 1973-74   | 31   | Los Angeles Lakers | NBA  | PF   | 5  |     | 34.4 | 3.0 | 7.2  | .417 |    |     |     | 3.0 | 7.2  | .417 | 3.2 | 3.6 | .889 | 3.0   | 7.4    | 10.4 | 3.8  | 1.0 | 0.2 |     | 1.6 | 9.2  |
| Total     |      |                    | NBA  |      | 69 |     | 29.3 | 4.4 | 10.0 | .445 |    |     |     | 4.4 | 10.0 | .445 | 2.7 | 3.7 | .733 | 3.0   | 7.4    | 8.1  | 1.8  | 1.0 | 0.2 |     | 2.7 | 11.6 |